# Lars Wahlqvist
Lars Wahlqvist (* 23. Mai 1964 in Motala) ist ein ehemaliger schwedischer Radrennfahrer und nationaler Meister im Radsport.

## Sportliche Laufbahn
Wahlquist war Teilnehmer der Olympischen Sommerspiele 1984 in Los Angeles. Im olympischen Straßenrennen wurde er beim Sieg von Alexi Grewal als 26. klassiert.
1981 gewann Wahlquist die Bronzemedaille im Mannschaftszeitfahren bei den UCI-Straßen-Weltmeisterschaften der Junioren. 1982 wurde er dann Meister der Junioren im Einzelzeitfahren und mit dem Straßenvierer. 1984 hatte er einen ersten Erfolg in einem internationalen Rennen bei den Amateuren als er eine Etappe im britischen Milk-Race gewann. Mit Allen Andersson, Anders Jarl und Jonas Tegström holte er den Titel im Mannschaftszeitfahren der Meisterschaften der Nordischen Länder.
In der Saison 1986 gewann er drei nationale Titel. Er siegte im Straßenrennen, im Einzelzeitfahren und im Mannschaftszeitfahren. Dazu kam der Sieg im Grand Prix François-Faber vor Hartmut Bölts. Mit dem Solleröloppet konnte er eines der traditionsreichsten schwedischen Eintagesrennen für sich entscheiden. Im Mannschaftszeitfahren der Meisterschaften der Nordischen Länder sicherte er sich den Titel.
1987 wurde er Berufsfahrer im italienischen Radsportteam Gewiss-Bianchi und blieb bis 1988 als Profi aktiv. 1988 wurde er Profimeister vor Kjell Nilsson. Danach startete er wieder als Amateur.
In der heimischen Schweden-Rundfahrt gewann er 1988 die 5. Etappe, 1989 gewann er den Gran Premio Palio del Recioto und den Giro del Belvedere. 1990 und 1991 wurde er erneut Meister im Einzelzeitfahren in Schweden. Mit Björn Johansson und Magnus Knutsson gewann er auch den Titel im Mannschaftszeitfahren. Er wurde beim Sieg von Michael Andersson Dritter der Schweden-Rundfahrt, wobei er eine Etappe gewann. 1992 gewann er erneut zwei Titel, den nationalen und den bei den Meisterschaften der Nordischen Länder, jeweils im Mannschaftszeitfahren.
Wahlquist bestritt 1987 den Giro d’Italia, schied jedoch aus.